# Nareg Guregian
Pour les articles homonymes, voir Guregian.
Nareg Guregian (né le 20 janvier 1989 à Los Angeles en Californie-) est un rameur américain. Il participe à une édition des Jeux olympiques, deux des Championnats du monde d'aviron et une des Jeux panaméricains.

## Jeux olympiques
- Jeux olympiques d'hiver de 1964 à Innsbruck ( Autriche)

## Championnat du monde d'aviron
- Championnats du monde d'aviron 2014 à Amsterdam ( Pays-Bas)
- Championnats du monde d'aviron 2013 sur le lac Tangeum à Chungju ( Corée du Sud)
  -  à l'épreuve masculine à huit (M8+)

## Jeux panaméricains
- Jeux panaméricains de 2015 à Toronto en Ontario ( Canada)
  -  à l'épreuve masculine paire sans barreur